# Vivian Kong
Conformément à la coutume hongkongaise, le nom chinois est Kong Man-wai et le nom occidental est Vivian Kong.
Pour les articles homonymes, voir Kong.
Vivian Kong Man-wai (en chinois : 江旻憓 ; née le 8 février 1994 à Hong Kong) est une escrimeuse hongkongaise, spécialiste de l'épée. Elle est gauchère.

## Carrière
Éliminée au tableau de 16, lors des Jeux olympiques de 2016 par Rossella Fiamingo, elle remporte la médaille d'argent lors des championnats d'Asie 2017.
Elle est médaillée d'or en épée féminine individuelle aux Jeux olympiques d'été de 2024 à Paris, battant en finale la française Auriane Mallo-Breton, et termine la saison de Coupe du monde d'escrime 2023-2024 à la place de numéro 1 mondial.

## Palmarès
- Jeux olympiques
  -  Médaille d'or en individuel aux Jeux olympiques de 2024 à Paris
- Championnats du monde
  -  Médaille de bronze en individuel aux Championnats du monde 2019 à Budapest
  -  Médaille de bronze en individuel aux Championnats du monde 2022 au Caire
- Championnats d'Asie
  -  Médaille d'or en individuel aux championnats d'Asie 2018 à Bangkok
  -  Médaille d'or en individuel aux championnats d'Asie 2022 à Séoul
  -  Médaille d'argent en individuel aux championnats d'Asie 2017 à Hong Kong
  -  Médaille d'argent par équipes aux championnats d'Asie 2018 à Bangkok
  -  Médaille d'argent par équipes aux championnats d'Asie 2022 à Séoul
  -  Médaille de bronze par équipes aux championnats d'Asie 2011 à Séoul
  -  Médaille de bronze par équipes aux championnats d'Asie 2014 à Suwon
  -  Médaille de bronze par équipes aux championnats d'Asie 2016 à Wuxi
  -  Médaille de bronze par équipes aux championnats d'Asie 2019 à Tokyo
- Coupe du monde
  -  Vainqueur de la coupe du monde 2018-2019 en épée dame individuel
- Épreuves de coupe du monde
  -  Médaille d'or au tournoi satellite de Taipei sur la saison 2016-2017
  -  Médaille d'or en individuel à la Coupe du monde de La Havane sur la saison 2018-2019
  -  Médaille d'or en individuel à la Coupe du monde de Barcelone sur la saison 2018-2019
  -  Médaille d'argent au Grand Prix de Bogota sur la saison 2016-2017
  -  Médaille d'argent en individuel au Glaive de Tallinn sur la saison 2018-2019
  -  Médaille de bronze au tournoi satellite de Sofia sur la saison 2015-2016
  -  Médaille de bronze en individuel à la Coupe du monde de Legnano sur la saison 2015-2016
  -  Médaille de bronze en individuel à la Coupe du monde de La Havane sur la saison 2017-2018
  -  Médaille de bronze en individuel à la Coupe du monde de Dubai sur la saison 2018-2019
- Jeux asiatiques
  -  Médaille de bronze en individuel aux Jeux asiatiques de 2014 à Incheon
  -  Médaille de bronze par équipes aux Jeux asiatiques de 2014 à Incheon
  -  Médaille de bronze en individuel aux Jeux asiatiques de 2018 à Jakarta
  -  Médaille de bronze par équipes aux Jeux asiatiques de 2018 à Jakarta

## Classement en fin de saison
| Année | 2009 | 2010 | 2011 | 2012 | 2013 | 2014 | 2015 | 2016 | 2017 | 2018 | 2019 | 2020 | 2021 | 2022 | 2023 | 2024 |
| ----- | ---- | ---- | ---- | ---- | ---- | ---- | ---- | ---- | ---- | ---- | ---- | ---- | ---- | ---- | ---- | ---- |
| Rang  | 201  | 107  | NC   | 59   | NC   | 20   | 37   | 13   | 7    | 9    | 1    | 7    | 6    | 6    | 2    | 1    |